# Neon wangi
Neon wangi là một loài nhện trong họ Salticidae.
Loài này thuộc chi Neon. Neon wangi được Peng & Li miêu tả năm 2006.